# Eighty Mile Beach
La Eighty Mile Beach est une plage australienne située sur la côte nord-ouest de l'Australie-Occidentale. Longue d'environ 220 kilomètres,, cette plage est située à la rencontre entre le Grand Désert de Sable et l'océan Indien. Ce site est réputé pour le grand nombre d'oiseaux limicoles qui s'y installent de manière saisonnière.
Elle est considérée comme la plus longue plage australienne.

## Protection environnementale
La plage est classée site Ramsar depuis le 7 juin 1990.
Un nouveau parc de protection naturel est créé en 2013, et 5.3 millions de dollars australiens sont y sont alloués pour sa création, sur quatre ans. Après sa création il en coûtera 1,4 million de dollars par an pour le maintenir,.

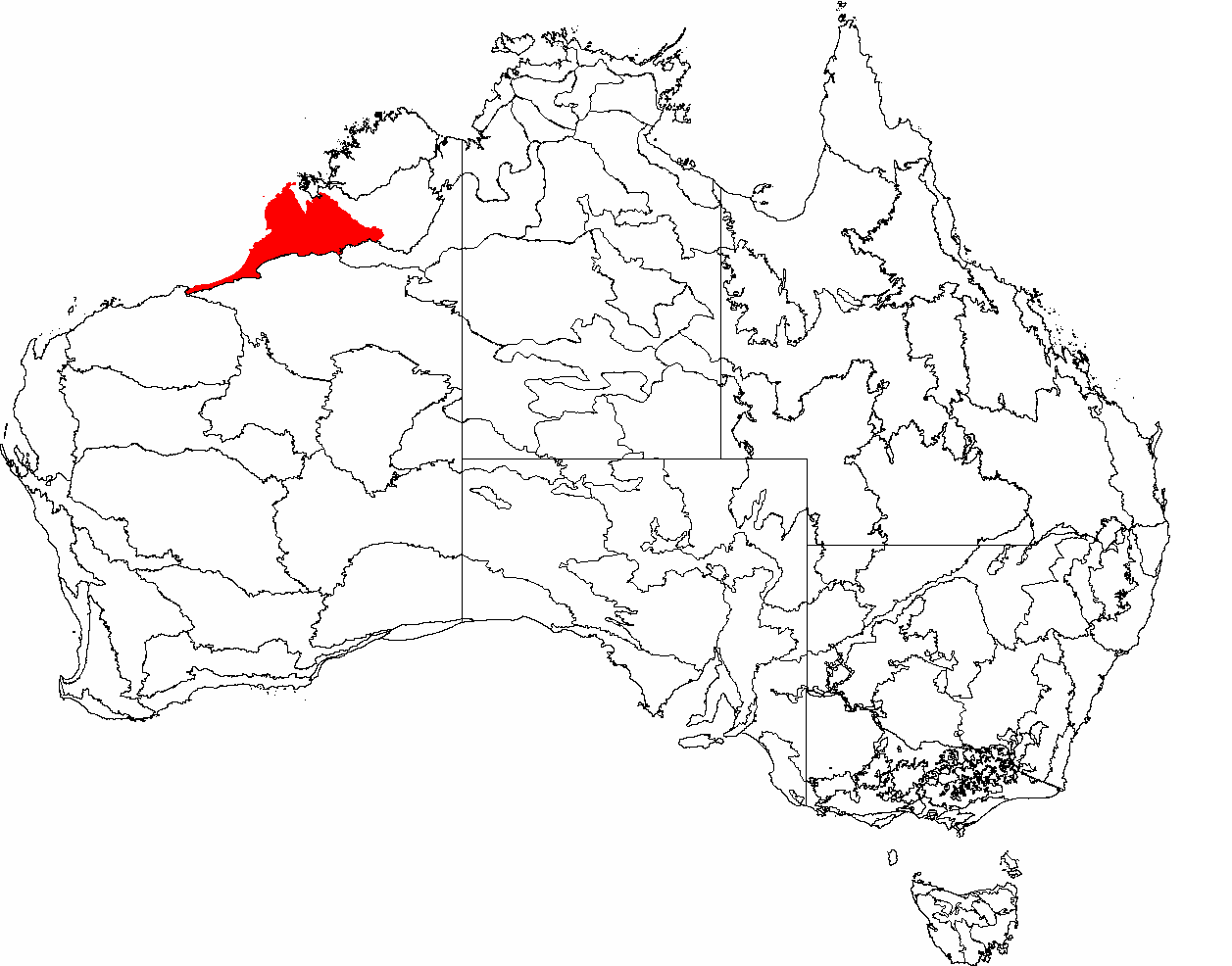
Eighty Mile Beach se trouve le long de la fine extension sud ouest de la bio-région Dampierland (montré en rouge)